# Leaving Neverland
Leaving Neverland è un documentario per la televisione del 2019 diretto e prodotto dal regista britannico Dan Reed e incentrato sulla vita di due uomini, Wade Robson e James Safechuck, che raccontano di essere stati abusati sessualmente dal cantante Michael Jackson quando erano dei bambini. Il filmato esamina inoltre le ripercussioni che i presunti abusi avrebbero avuto sulle loro vite da adulti e sulle loro famiglie.
Il titolo, letteralmente "Lasciando Neverland", è un gioco di parole tra "Neverland Ranch" (la residenza californiana di Jackson, uno dei luoghi dove gli abusi avrebbero avuto luogo), il titolo del film del 2004 Neverland - Un sogno per la vita (in inglese Finding Neverland ovvero "Trovando Neverland") e una frase pronunciata dal giornalista britannico Martin Bashir alla fine del suo documentario Living with Michael Jackson del 2003.
Il documentario è stato presentato in anteprima al Sundance Film Festival 2019 venendo poi trasmesso in televisione in due parti dalle emittenti coproduttrici HBO e Channel Four. Ha suscitato scalpore in tutto il mondo, ripercuotendosi contro la memoria di Jackson e avviando una generale revisione mediatica sulla sua eredità artistica e umana.
Nel settembre 2019 Leaving Neverland ha vinto il Premio Emmy nella categoria "Outstanding Documentary or Nonfiction Special". Il documentario era nominato anche nelle categorie "Outstanding Directing for a Documentary/Nonfiction Program", "Outstanding Picture Editing for a Nonfiction Program", "Outstanding Sound Editing for a Nonfiction Program (Single or Multi-Camera)", e "Outstanding Sound Mixing for a Nonfiction Program".

## Antefatti

Michael Jackson e Wade Robson da bambino in una scena del documentario

Nel 1993 Michael Jackson fu accusato di aver molestato sessualmente il tredicenne Jordan Chandler. Il cantante negò qualsiasi accusa e risolse la causa in via extragiudiziaria pagando una cifra stimata tra i 15 e i 20 milioni di dollari più le spese processuali alla famiglia del ragazzo. L'accordo extragiudiziale includeva anche una clausola di non divulgazione. Di conseguenza, non ebbe luogo alcuna incriminazione. Nel 2003 seguirono le accuse da parte di un altro ragazzino tredicenne, Garvin Arvizo, e questa volta Jackson fu prima arrestato e poi costretto ad affrontare un processo nel 2005. Jackson ne uscì con un verdetto di completa assoluzione, anche grazie alle testimonianze in suo favore di Wade Robson e Macaulay Culkin.
Nel 2013, però, Wade Robson ritrattò la precedente versione (rilasciata sotto giuramento) e dichiarò di avere represso in passato i ricordi relativi agli abusi subìti dal cantante, presentando una causa civile verso gli eredi di Jackson, con la quale chiedeva un risarcimento di 1,2 miliardi di dollari per danni. 
Nel 2014, adducendo le stesse ragioni, anche James Safechuck presentò una richiesta di risarcimento miliardaria per danni.
Tali accuse vennero però rigettate dai giudici perché, secondo loro, i due uomini avrebbero dovuto presentare la richiesta subito dopo la morte di Michael Jackson, nel 2009, e li obbligarono a farsi carico delle spese processuali, comprese quelle degli eredi di Jackson. Tutti e due ricorsero poi in appello contro la sentenza di primo grado.
Nel 2018 Robson e Safechuck sono stati contattati dal regista britannico Dan Reed per realizzare un documentario sulla loro versione dei fatti. Il documentario è stato prodotto dalla HBO e da Channel Four.

## Trama
(Wade Robson)

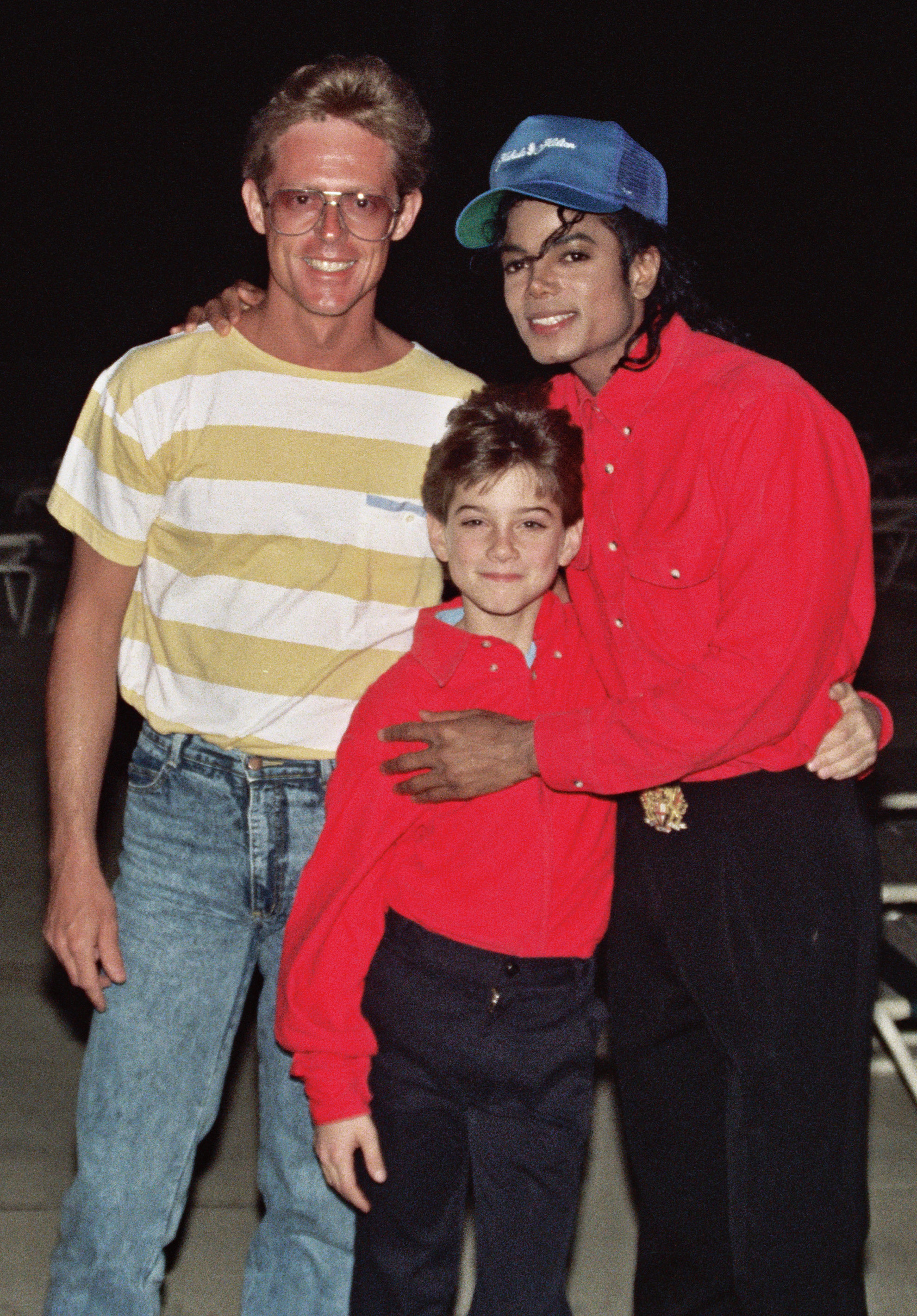
Michael Jackson e James Safechuck nel 1988

Nel documentario, Wade Robson, James Safechuck e le rispettive famiglie, descrivono i loro rapporti con Jackson. Wade e James accusano il cantante di aver abusato sessualmente di loro quando erano bambini nella sua residenza, il Neverland Ranch, California, nell'appartamento della popstar a Century City, California, e altri posti. Entrambi danno dettagli accurati e scioccanti degli abusi che avrebbero subito per anni dal Re del Pop, ed ambedue sono stati difensori di Jackson quando nel 1993 Jackson fu accusato di molestie sessuali verso un altro ragazzino.
Wade Robson iniziò ad accusare pubblicamente Jackson di averlo molestato nel 2013: intentò una causa per danni con una richiesta di 1,2 miliardi di dollari all'ente gestore dell'eredità di Jackson. L'anno seguente, anche James Safechuck citò l'ente chiedendo un risarcimento danni milionario. Ambedue le richieste furono rigettate prima del processo, essendo passato il termine temporale per evitare la prescrizione.
Il racconto prende le mosse posando uno sguardo prolungato all'evoluzione dei rapporti tra le famiglie dei due bambini e la star planetaria Jackson, alla possibile complicità dei genitori nel generare una situazione che rese possibili gli abusi. Nel documentario si sottolinea la fama e il potere pervasivo di Jackson, una celebrità enorme, capace di influire sul corso delle vite e dei destini di due famiglie.
Il film esamina la psicologia dei bambini vittime di abusi sessuali, e l'incapacità di queste di rivelare le loro sofferenze. Né Robson né Safechuck sono riusciti ad ammettere a sé stessi di aver condiviso una relazione sessuale con Jackson fino a quando non sono diventati padri, e il fardello di portare dei segreti indicibili perfino ai propri familiari, per la vergogna che ne sarebbe derivata. Da allora, i due uomini hanno sentito prepotentemente il desiderio di rivelare al mondo quel che per troppo tempo avevano taciuto.
L'americano Safechuck incontrò per la prima volta Michael Jackson a 10 anni sul set di una pubblicità della Pepsi nel 1987, e seguì Jackson durante un tour, ballando anche con lui in alcune tappe. Jackson diventò intimo della famiglia del ragazzo, visitando la casa del ragazzo e frequentandone i due genitori, dei quali conquistò la fiducia. Fu durante il tour, in un hotel a Parigi, che Jackson lo iniziò alle pratiche sessuali. Da allora le molestie sarebbero diventate costanti, culminate poi nel "finto matrimonio" in camera da letto: qui Jackson avrebbe donato un anello di diamanti al ragazzo, promettendogli di restare per sempre insieme. Safechuck racconta anche che, conoscendo la sua infantile passione per i gioielli, Jackson se ne servì per barattare atti sessuali in cambio di costosi oggetti dorati, comprati assieme in gioiellerie e negozi di lusso, dove il ragazzino andava con Jackson simulando che erano un regalo per una donna.
Wade Robson, nato a Brisbane in Australia, incontrò Jackson all'età di 5 anni dopo aver vinto un concorso di ballo mentre Jackson si trovava in Australia per dei concerti. Dopo aver ballato sul palco con Jackson, l'artista invitò il bambino e la sua famiglia da lui in America, specificamente la madre e la sorella. Fu durante la permanenza di Wade al Neverland Ranch che avvennero le prime violenze sessuali, all'età di 7 anni. Robson descrive gli atti che Jackson gli chiedeva notte dopo notte, quando egli dormiva nel letto del cantante. Gli abusi sarebbero continuati durante la sua pubertà fino all'età di 14 anni, quando Jackson tentò di penetrare Robson, ma il ragazzino, dopo aver lamentato troppo dolore, lo invitò a desistere. Il giorno successivo, una segretaria privata di Jackson gli disse che la star voleva immediatamente vederlo. Arrivato da Jackson, questi gli chiese che aveva fatto delle sue mutande della notte precedente, e se c'erano tracce di sangue. Lo istruì di tornare a casa, e gettarle via. Cosa che Robson fece, distruggendo una prova particolarmente pericolosa per Jackson. Da allora, il cantante perse interesse nel ragazzino.
Sia Robson che Safechuck rimasero ardenti sostenitori della popstar: in particolare, Robson testimoniò sotto giuramento a favore di Jackson in tribunale due volte, negando qualsiasi atto di corruzione di minore. Safechuck, dopo aver fornito testimonianza a favore di Jackson durante le indagini del caso di abusi nel 1993, rifiutò di rifarlo per il secondo caso di violenza sessuale di cui fu accusato Jackson nel 2003; la decisione di Safechuck infuriò la star, ponendo fine alla loro frequentazione.
Safechuck, diventato padre, rivelò a sua madre nel 2005 gli abusi subìti ma, ancora traumatizzato e terrorizzato dall'idea che la notizia potesse trapelare, le fece promettere di non raccontare la storia a nessun altro. 
Anche per Robson sarebbe giunto il momento della verità con l'arrivo di un figlio. Dopo un primo crollo nervoso - che lo allontanò dal lavoro - entrò in psicoterapia, inizialmente però tacendo gli abusi sessuali subìti. Il coreografo iniziò ad avere incubi angoscianti nei quali immaginava Michael Jackson avere rapporti sessuali con suo figlio Koa, gli stessi atti ai quali l'aveva introdotto Jackson. Queste immagini disgustose e rivoltanti lo spinsero a raccontare finalmente al terapeuta la sua vicenda da bambino. Dopo un'ora e mezzo, Wade si trovava a Santa Monica con la moglie e il figlio. Gli venne incontro il fratello raccontando quello che sua moglie gli aveva appena raccontato di aver sognato la notte precedente: che Wade le aveva detto di essere stato abusato da Michael Jackson. Robson racconta che, dopo aver pensato di negare facendo una battuta di spirito, difendendo ancora una volta l'idolo e mentore della sua esistenza, prima abbassò la testa e poi rialzandola ammise che era vero. In reazione, la moglie si piegò in due, sconvolta; il fratello, invece, divenne furibondo, memore della difesa che Wade aveva sempre sostenuto nei confronti di Jackson sia in famiglia che in molte apparizioni pubbliche.
Nel 2013 Robson racconta per la prima volta la sua storia in TV nel programma Today con Matt Lauer e alcune settimane dopo anche James Safechuck, dopo aver visto quell'intervista, trova il coraggio e decide di raccontare delle molestie subìte alla moglie. Safechuck spiega che avrebbe voluto fortemente vedere Wade, sentendosi molto solo e pensando di aver trovato qualcuno che avesse condiviso le sue stesse sofferenze, ma a causa della citazione giudiziaria di non essersi potuti incontrare per 5 anni per questioni legali, nonostante siano rappresentati dagli stessi avvocati.
Reed ha descritto il suo film come «un dettagliato studio di quattro ore sulla psicologia dell'abuso sessuale su minori, narrato attraverso la storia di due famiglie normali raggirate per oltre 20 anni da un pedofilo mascherato da amico fidato».

## Produzione
(Dan Reed)
Il regista ha scelto da subito di non commentare direttamente le azioni di Jackson o le loro motivazioni, al fine di ottenere un approccio più neutrale alla vicenda. Ha poi optato per una durata di quasi quattro ore in quanto necessaria per presentare la storia «in modo da renderla pienamente comprensibile in tutta la sua complessità». In fase di pre-produzione Reed non è stato in grado di contattare Chandler per il documentario, arrivando alla conclusione che egli volesse restare estraneo al progetto. Ha deciso inoltre di non contattare Macaulay Culkin e Brett Barnes, anch'essi amici di Jackson da bambini, che dichiararono sempre come il cantante non si fosse mai comportato scorrettamente nei loro confronti, perché, secondo il regista, «avendo loro negato fino ad oggi qualsiasi approccio sessuale da parte di Jackson, non era sua intenzione convincerli del contrario».
Reed ha inoltre descritto il suo film come «un dettagliato studio di quattro ore sulla psicologia dell'abuso sessuale su minori, narrato attraverso la storia di due famiglie normali raggirate per oltre 20 anni da un pedofilo mascherato da amico fidato».
Le riprese del documentario sono cominciate nel febbraio del 2018, quando Reed e la produttrice associata Marguerite Gaudin si sono recati alle Hawaii, dove risiedeva Robson, per intervistarlo. Quest'ultimo ha accettato di raccontare la propria versione dei fatti in ordine cronologico, senza omettere alcun dettaglio, e le riprese con lui sono durate due giorni. Una settimana più tardi, Reed e Gaudin si sono spostati a Los Angeles per intervistare Safechuck, e queste riprese sono anch'esse durante due giorni. Tornato a Londra per cominciare il montaggio e verificare le testimonianze degli intervistati, Reed si è trovato a porsi numerose domande, tra le quali come mai le rispettive madri di Robson e Safechuck avessero permesso ai loro figli di dormire da soli nello stesso letto di un adulto. Ha deciso quindi di coinvolgere nel documentario anche le famiglie dei due, facendo ritorno a Los Angeles nel novembre del 2018 per intervistarle. 
Secondo quanto dichiarato da Reed, né Robson né Safechuck o i loro familiari hanno ricevuto alcun compenso per la partecipazione al documentario.
In fase di montaggio Reed ha deciso di tagliare le interviste che aveva realizzato a diverse personalità della polizia e della pubblica accusa coinvolte nei casi legati a Jackson del 1993 e del 2005, in quanto «poco necessarie». La colonna sonora del documentario è stata composta da Chad Hobson.

## Distribuzione
Il documentario è stato presentato in anteprima al Sundance Film Festival 2019 il 25 gennaio. Negli Stati Uniti è andato in onda sulla rete televisiva HBO, in due parti, il 3 e 4 marzo 2019. Nel Regno Unito su Channel 4 il 6 e 7 marzo seguenti, con una durata ridotta. In Italia su Nove il 19 e 20 marzo 2019.

## Accoglienza

### Ascolti
Negli Stati Uniti la prima puntata è stata vista da un pubblico di 1.290.000 persone, mentre la seconda ha registrato 930.000 spettatori.
In Italia il documentario è andato in onda sul canale Nove il 19 e 20 Marzo 2019, registrando nella prima parte 439.000 spettatori (share 2,0%) e nella seconda 400.000 (share 1,8%).
Il film risulta essere il terzo documentario più visto della HBO negli ultimi 10 anni; il prodotto è stato venduto ad oltre 135 canali televisivi in tutto il mondo per svariati milioni di dollari.

### Critica

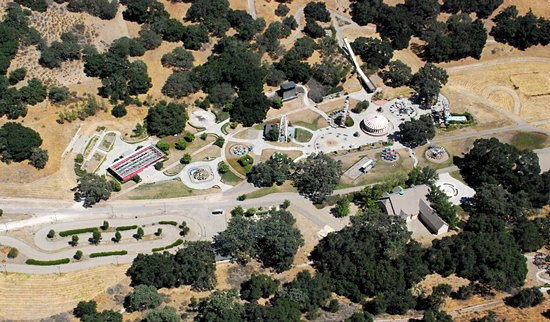
Una veduta aerea del Neverland Ranch.

L'aggregatore di recensioni online Rotten Tomatoes assegna al film un indice di gradimento del 98% basato su 83 recensioni da parte di critici professionisti, con un voto in media di 7.91 su 10. Su Metacritic detiene un punteggio di 85 su 100, indicante un «consenso unanimemente positivo» basato su 20 recensioni.
Owen Gleiberman di Variety ha descritto le vicende raccontate da Robson e Safechuck come «potenti e convincenti in maniera schiacciante». Il britannico Daily Telegraph assegna al film un punteggio di cinque stelle su cinque, descrivendolo come «un ritratto terrificante di abuso minorile». 
Alissa Wilkinson di Vox lo ha definito «un colpo devastante alla reputazione di Michael Jackson» che «potrebbe modificare per sempre il suo lascito come icona pop e infangare la sua memoria». 
Su The Hollywood Reporter Daniel Fienberg ha scritto che il film «tratta quasi più degli oltre 20 anni nei quali Robson e Safechuck [...] hanno mentito e coperto la verità, e il danno che avrebbero potuto causare alla memoria del defunto artista, che dei presunti crimini stessi», ma «è indubbio che non vi sentirete più gli stessi dopo averlo visto». Richard Roeper del Chicago Sun-Times scrive che «dopo aver visto un film devastante e innegabilmente persuasivo come questo, non posso dire con certezza al 100% che Jackson abbia molestato le presunte vittime, ma per lo meno ci viene ricordato di quanto fosse bizzarro da parte sua coltivare relazioni così strette con un così alto numero di ragazzini».
Scrivendo per Entertainment Weekly Kristen Baldwin assegna al documentario un voto pari a "B", criticandone il punto di vista unilaterale e l'assenza di contraddittorio, ma concludendo che «[se] come documentario Leaving Neverland è un fallimento [...] a conti fatti rimane indimenticabile». 
David Fear scrive su Rolling Stone che «offrendo a queste persone un veicolo mediatico per diffondere la loro versione, il documentario sceglie chiaramente da che parte stare. Eppure, l'accuratezza con cui vengono raccontati dettagli sordidi e privati, e il modo in cui il racconto li personalizza in maniera sorprendente, è qualcosa difficile da scrollarsi di dosso». 
David Ehrlich di IndieWire lo ha definito «arido» e «a malapena buon cinema», ma comunque «un documento cruciale per una cultura che ancora non riesce a scorgere chiaramente se stessa all'ombra di Michael Jackson».
Il critico Joe Vogel per Forbes, pur ammettendo di non aver ancora visto il documentario, ha definito Leaving Neverland «pericoloso» ricordando «la storia americana che ha più volte ingiustamente bersagliato e condannato uomini di colore» aggiungendo che «le persone equanime sarebbero sagge a considerare con più attenzione prima di condannare l'artista».
Il periodico italiano Panorama ha pubblicato una lunga analisi, a firma di Gabriele Antonucci, delle contraddizioni contenute nel documentario Leaving Neverland, sostenendo che è ricco di imprecisioni, privo di contraddittorio e di prove che diano credibilità a ciò che viene raccontato, definendolo «un racconto pornografico morboso, insistito e tirato per le lunghe».

### Polemiche e controversie

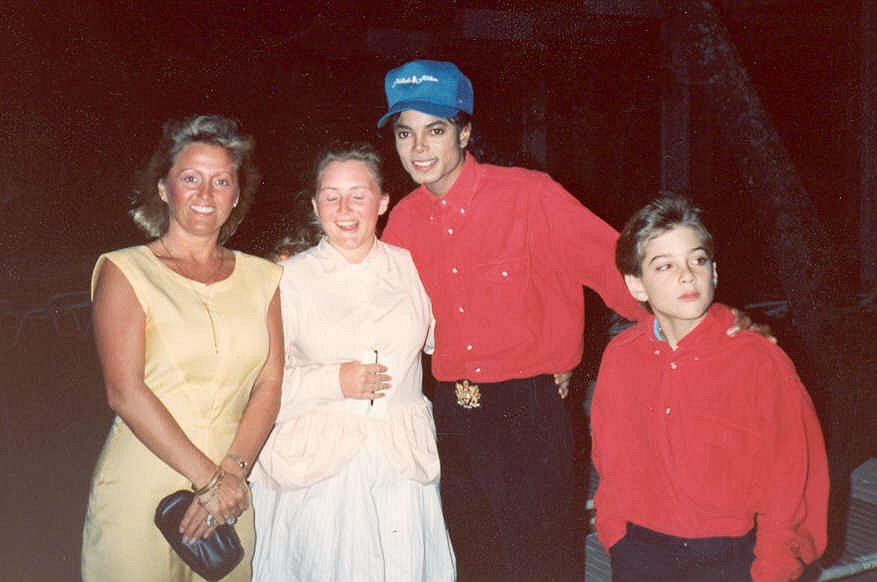
Jackson insieme a delle fan alle Hawaii, nel gennaio del 1988, con Jimmy Safechuck alla sua destra.

Nel gennaio 2019 gli eredi di Jackson hanno diffuso un comunicato stampa nel quale condannano il film dichiarando: «I due accusatori testimoniarono sotto giuramento che questi fatti non erano mai avvenuti. Non hanno fornito assolutamente nessuna prova a sostegno delle loro accuse». La famiglia di Jackson ha aggiunto: «siamo furiosi per il fatto che i media, senza uno straccio di prova o un singolo pezzo di indizio materiale, abbiano scelto di credere alla parola di due bugiardi conclamati invece che a quella di centinaia di famiglie e amici in tutto il mondo che hanno trascorso del tempo con Michael, molti di loro a Neverland, e che hanno sperimentato la sua leggendaria gentilezza e generosità [...] Michael fu sottoposto a un'indagine approfondita che incluse un raid a sorpresa a Neverland e in altre proprietà, nonché un processo davanti a una giuria in cui Michael venne considerato completamente innocente. Non c'è mai stato uno straccio di prova di nulla. Eppure i media sono ansiosi di credere a queste bugie».
Nonostante le proteste da parte dei fans di Jackson, il Sundance Film Festival ha dichiarato che non avrebbe annullato l'anteprima del film. Alla prima del documentario al Sundance, Robson e Safechuck hanno raccontato di aver ricevuto entrambi minacce di morte da parte dei fans di Michael Jackson. 
Nel febbraio 2019 gli eredi di Jackson hanno intentato una causa da 100 milioni di dollari nei confronti dell'emittente HBO, chiedendo che il documentario venga ritirato e non trasmesso. Poiché Jackson è morto, la HBO non può essere citata in giudizio per diffamazione, ma gli eredi del cantante affermano che la rete televisiva ha violato un accordo di non diffamazione del cantante, firmato nel 1992 per ottenere l'esclusiva sulla trasmissione del film-concerto Live in Bucharest: The Dangerous Tour, sebbene il canale abbia assicurato di non volerne danneggiare l'immagine pubblica.
L'attore Corey Feldman, che era stato amico di Jackson da bambino, ha difeso il cantante da qualsiasi accusa affermando che nei suoi confronti il cantante si era sempre comportato correttamente e ha definito il documentario «a senso unico e senza possibilità di replica». Successivamente, però, ha detto di non poter più continuare a difendere Jackson per rispetto verso le presunte vittime, ribadendo però ancora una volta che con lui Jackson si era sempre comportato bene.
Un altro degli amici bambini di Jackson, Brett Barnes, che viene citato nel film, ha intentato una causa alla HBO.
La campagna Internet contro il documentario messa in atto da appassionati e fans di Michael Jackson è stata messa in risalto da numerosi mass media. Slate e il Daily Beast hanno paragonato i fans di Jackson a dei teorici del complotto. 
Alcuni fans di Jackson hanno lanciato una campagna per proclamare l'innocenza della popstar, e uno degli organizzatori ha dichiarato: «Non lo sto difendendo perché sapeva cantare o ballare... Una vittima di accuse false e infamanti è proprio come una vittima di veri abusi minorili».
Taj Jackson, nipote di Michael Jackson e figlio di Tito Jackson, ha dichiarato di avere intenzione di lanciare una campagna di raccolta fondi per realizzare un documentario a favore del famoso zio, che mostrerà la verità e contesterà quelle che lui definisce le bugie e le incongruenze del documentario di Reed. 
Brandi Jackson, figlia di Jackie Jackson, ha difeso suo zio sui social media, definendo Robson un bugiardo dato che, secondo la sua testimonianza, lei e Robson stavano insieme nello stesso periodo in cui gli abusi sarebbero avvenuti e le informazioni date da Robson nel documentario non combacerebbero con i fatti.
Le immagini di Robson adulto che brucia in un falò alcuni degli oggetti regalatigli da Jackson, tra i quali i guanti originali da lui utilizzati nel videoclip di Bad, mostrate durante i titoli di coda del film, hanno dato adito a dubbi sulla loro autenticità quando la casa d'aste californiana Julien's Auctions ha dichiarato che lo stesso Robson aveva messo all'asta quel cimelio anni prima per questioni economiche.
Rispondendo alle numerose accuse di falso piovute nei confronti delle dichiarazioni di Robson e del documentario stesso, il regista ha commentato: «La cosa più straordinaria in tutto questo, è che nessuno neghi che Jackson portasse ragazzini nel suo letto, notte dopo notte, per molti, molti anni. Che cosa pensavano la sua famiglia e i soci in affari di ciò che faceva con questi ragazzini dietro una porta chiusa a chiave? Credevano davvero che fosse un bambino nel corpo di un uomo e, quindi, in qualche modo aveva bisogno di dormire con i ragazzini? Non ha senso, se ci si pensa per più di un secondo».
A causa di un video emerso on line di una conferenza stampa di Wade Robson e James Safechuck che sorridono l'un l'altro rispondendo ad una domanda seria, molti detrattori del documentario sono convinti che i due stiano mentendo. Altri esperti del linguaggio del corpo hanno indicato altre reazioni del corpo che corrisponderebbero a segni di menzogna, inclusi Robson e Safechuck che si tirano i colletti, si sfregano gli occhi o si toccano il naso o Robson che si copre la bocca dopo aver sorriso.
Un biografo di Jackson ha fatto notare altre incongruenze, tra le quali il fatto che la stazione del treno di Neverland dove, secondo la ricostruzione di Safechuck, sarebbero avvenuti alcuni degli abusi, non era ancora stata costruita ai tempi in cui Safechuck frequentava il ranch, come provano alcune foto del 1993-1994. Safechuck ha dichiarato nella sua causa civile contro gli eredi di Jackson che gli abusi sarebbero avvenuti fino al 1992, anche al piano superiore di tale stazione, ma la stazione di Neverland venne costruita solo alla fine del 1993 e non venne inaugurata fino al 1994.
Altri due documentari che confutano le affermazioni del docu-film sono stati realizzati nel corso del 2019 intitolati: Neverland Firsthand: Investigating the Michael Jackson Documentary, pubblicato su YouTube il 30 marzo 2019 e diretto dal giornalista Liam McEwan che presenta interviste con la famiglia e i colleghi di Jackson, e Michael Jackson: Chase the Truth, diretto da Jordan Hill e pubblicato il 13 agosto sia su YouTube che in seguito su Prime Video e con interviste ad amici e conoscenti di Jackson tra i quali l'attore Mark Lester.

## Casi mediatici
Il documentario ha riacceso il dibattito sulla colpevolezza di Jackson, spingendo alcuni media a una riconsiderazione sulla figura pubblica e privata del cantante. Alcune stazioni radiofoniche hanno messo al bando la musica di Jackson, incluse la canadese Cogeco, l'olandese NH Radio, in Nuova Zelanda Radio New Zealand e il conglomerato NZME. Tuttavia, grazie all'attenzione mediatica generata dal documentario e al supporto dei suoi fans, molte canzoni e molti album di Jackson sono rientrati in alcune classifiche internazionali.
In seguito alla messa in onda del documentario l'episodio Papà-zzo da legare della terza stagione de I Simpson, in cui Jackson aveva doppiato un personaggio, è stato ritirato dalla circolazione dai produttori della serie.
A causa del docu-film la casa di moda Louis Vuitton ha ritirato dal mercato una linea di abbigliamento dedicata al decennale dalla morte dell'artista.
Il Children's Museum di Indianapolis ha rimosso tre oggetti appartenuti a Michael Jackson dalla propria collezione. Il museo ospitava un poster del cantante, un cappello di feltro e un guanto indossato da Jackson sul palco. La direzione del museo, nella persona di Chris Carron, ha motivato la decisione dichiarando che gli oggetti in mostra devono raccontare le storie di persone "di alto valore morale".
Nonostante le critiche di alcuni artisti e colleghi di Jackson, altri hanno dato il loro sostegno: Barbra Streisand lo ha prima difeso, sostenendo che anche lui aveva i "propri" bisogni sessuali, ma poi ha cambiato versione quando alcuni utenti l'hanno attaccata sui social. Diana Ross lo ha invece sostenuto pubblicamente con un tweet dichiarando: «Credo e confido che Michael Jackson sia stato e continui ad essere una grande fonte d'ispirazione per me e per tanti altri», aggiungendo «Stop! In the Name of Love» (Fermatevi! Nel nome dell'amore), citazione da un suo brano. Anche l'attore Marlon Wayans ha difeso pubblicamente l'artista dichiarando che non crede agli accusatori e che il documentario sembra solo un tentativo di fare soldi sfruttando la fama del cantante e di abbattere l'ennesima star di colore.
Una statua rappresentante Jackson, esposta nel 2009 dopo la morte dell'artista a Best nei Paesi Bassi (realizzata inizialmente per la promozione dell'album HIStory nel 1995), è stata rimossa nell'aprile 2019 dopo le polemiche sollevate dalla messa in onda di Leaving Neverland.
Il 30 marzo 2019 la sorella di Michael Jackson, Janet, è stata inserita nella Rock and Roll Hall of Fame ma, a differenza di tutti gli altri premiati, ha rifiutato di esibirsi per rispetto alla memoria di suo fratello Michael, travolto dalle polemiche del documentario Leaving Neverland prodotto dalla HBO, che è anche la rete che gode dei diritti di trasmissione dell'evento di premiazione della Rock & Roll Hall of Fame.
Anche la cantante Madonna, da sempre impegnata in battaglie sociali, ha espresso scetticismo riguardo alle nuove accuse postume piovute su Jackson dichiarando: "Non ho una mentalità da linciaggio, quindi nella mia mente le persone sono innocenti fino a prova contraria. Ci sono persone che stanno chiedendo soldi, c'è qualche tipo di estorsione in atto?".
A pochi giorni dalla messa in onda, portate alla luce le varie incongruenze, i media hanno fatto dietrofront: il documentario è stato rimosso da tutte le piattaforme e canali che lo trasmettevano mentre la distribuzione è stata sospesa.
Nel luglio 2019 in Francia tre fan club di Michael Jackson hanno fatto causa a Wade Robson e James Safechuck, chiedendo loro un risarcimento simbolico di 1 euro ciascuno per aver infangato la memoria della pop star.
Nel settembre 2019 Leaving Neverland ha vinto il Premio Emmy nella categoria "Outstanding Documentary or Nonfiction Special".